# 陈传书
陈传书（1954年4月—），男，河北临漳人，中华人民共和国政治人物，中国共产党党员，北京理工大学工商管理硕士。

## 生平
陈传书先后在共青团中央、中日青年交流中心、民政部机关服务中心、财务和机关事务司和社会福利中心工作。历任民政部彩票发行管理中心主任，中共兰州市委副书记（挂职），民政部办公厅主任。2008年9月21日，国务院任命为中国老龄协会会长。2008年9月27日全国老龄工作委员会任命为全国老龄工作委员会委员、全国老龄工作委员会办公室常务副主任。2009年3月，任《中华人民共和国老年人权益保障法》立法项目起草领导小组副组长。2009年10月任国家应对人口老龄化战略研究总课题组副组长。2010年1月30日，任中国老龄产业协会会长。2013年3月，当选第十二届全国人大甘肃地区代表、全国人大农业与农村委员会委员。2014年6月，被免去民政部党组成员、全国老龄办常务副主任、中国老龄协会会长等职务。
2017年4月24日，中央纪委监察部官网发布消息称，经中共中央批准，中共中央纪委对民政部原党组成员、中国老龄协会原会长陈传书工作严重失职失责问题立案审查，决定给予陈传书同志留党察看一年、行政撤职处分，从副部级降至正局级非领导职务。